# Elizabeth Catlett
Elizabeth Catlett Mora, née à Washington le 15 avril 1915, et morte à Cuernavaca, au Mexique, le 2 avril 2012, est une sculptrice et graveuse américano-mexicaine, et la première femme noire diplômée des beaux-arts. Après avoir enseigné à la Nouvelle Orléans et à New York, elle part pour le Mexique en 1947. Elle prend la nationalité mexicaine en 1962 quand l'ambassade américaine se met à critiquer ses liens avec la gauche mexicaine.

## Biographie

### Formation
Native de Washington, Elizabeth Catlett étudie à l'Université Howard de 1931 à 1935. Elle y suit l'enseignement de l'artiste africaine-américaine Lois Mailou Jones. Refusée à l'Université Carnegie-Mellon car afro-américaine,  elle poursuit son cursus l'Université de l'Iowa à Iowa City de 1938 à 1940, où elle étudie avec Grant Wood. Une sculpture en bois intitulée Mother and Child, réalisée au cours de ses études est exposée à l'American Negro Exposition (en) de Chicago en 1940. Elle devient la première femme noire diplômée des beaux-arts en 1940. Puis elle se perfectionne à l'École de l'Art Institute of Chicago et à L'Art Students League of New York en 1941 et 1942. 

### Carrière
En 1942, Elisabeth Catlett s'installe à New-York avec son mari Charles Wilbert White (en). Elle rencontre le sculpteur Ossipe Zadkine et ce dernier l'encourage à utiliser des formes géométrisées.
En 1947, Elisabeth Catlett s’installe au Mexique avec son second mari, l’artiste Francisco Mora. Elle étudie avec Francisco Zuniga et Jose L. Ruiz, puis devient la première femme nommée à la tête du département de sculpture de l’université de Mexico en 1959,. Elle y reste jusqu'à sa retraite en 1975. C'est dans ce pays qu'elle s'initie à la linogravure, technique qui lui permet de rendre ses œuvres accessibles à son public.
L'œuvre d'Elisabeth Catlett est engagée politiquement : elle dépeint la lutte des noirs américains pour leurs droits. Jugée indésirable par les autorités américaines à cause de sa fréquentation d'artistes communistes, elle prend la nationalité mexicaine en 1962. Sa déchéance de la nationalité américaine ne l'empêche pas de continuer de militer en faveur des droits civiques aux États-Unis.  Parallèlement, elle dénonce la volonté du gouvernement mexicain d'invisibiliser les origines africaines d'une partie de la population du pays et de promouvoir l'unité nationale en parlant de Mestizaje, c'est-à-dire de métis. 
En 1971, le gouvernement américain octroie à Elizabeth Catlett un visa pour lui permettre de visiter le Studio Museum de Harlem où ses œuvres sont exposées. L'apaisement des relations qu'elle entretient avec son pays d'origine lui permet d'être invitée en 1974 par l'université Howard pour participer au concours de sculpture qu'elle organise en vue de décorer le nouveau bâtiment dédié à l'ingénierie. Lauréate du concours, elle réalise finalement le bas relief en bronze Students Aspire. 
En 2002, sa nationalité américaine lui est restituée. Elle continue toutefois de vivre au Mexique. Elle meurt à l'âge de 96 ans, dans son sommeil.  

## Hommages
Elisabeth Catlett a reçu en 1981 le Women's Caucus for Art et en 1991 le prix Candace de la NCBW.
Le musicien Rufus Reid (en) a écrit une œuvre pour grand ensemble de jazz, intitulée Quiet pride, inspirée par les sculptures d'Elizabeth Catlett, qu'elle a présentées en 2012 au Centre Shaw for the Performing Arts, à Bâton Rouge. 

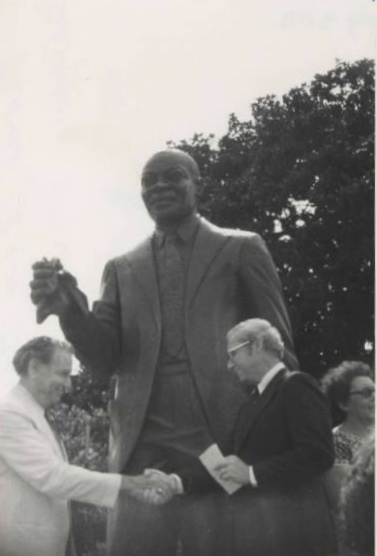
Inauguration de la statue dédiée à Louis Armstrong, Elisabeth Catlett figure en bas à droite (New-Orleans - 1976)
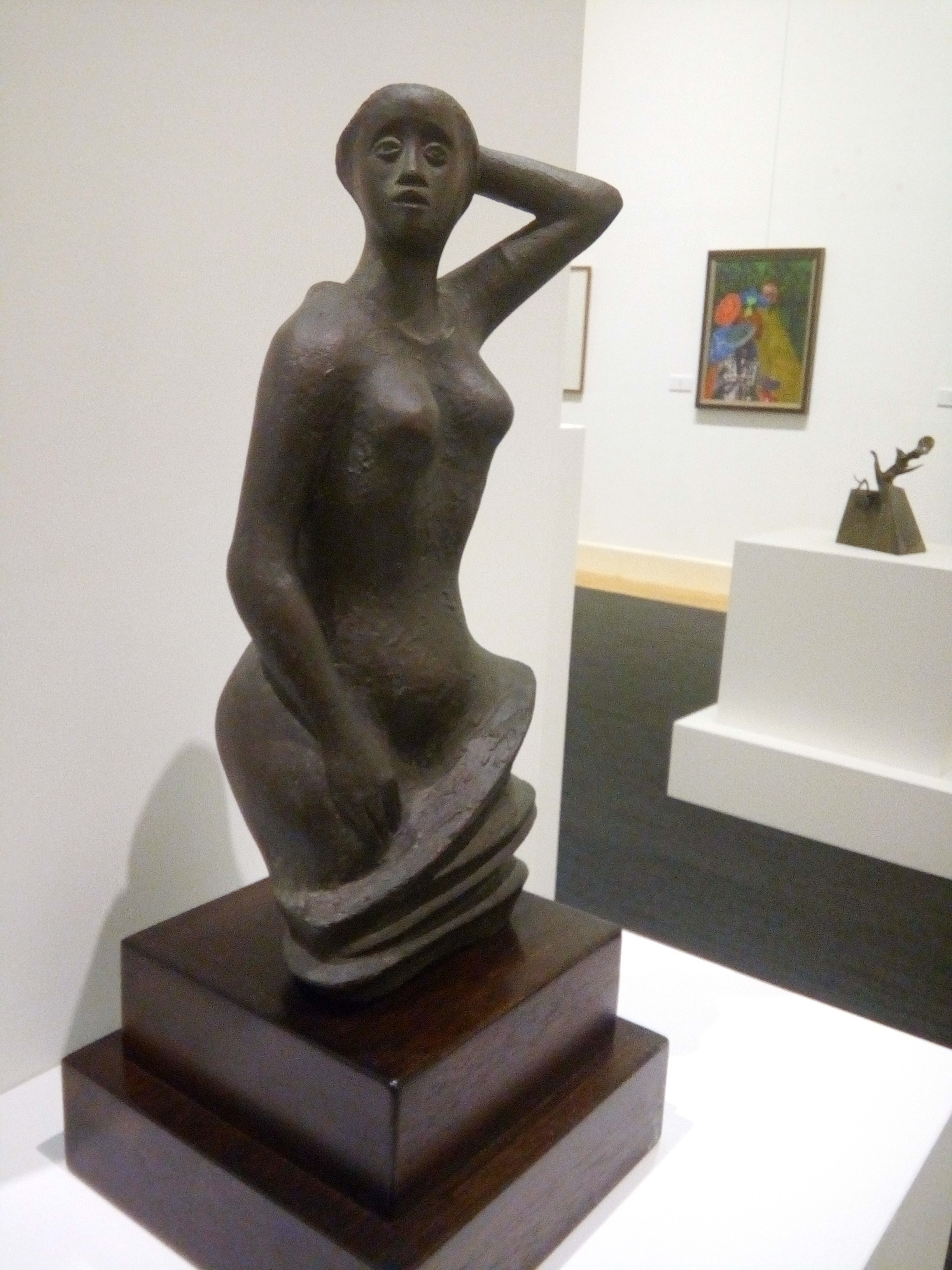
University of Hong-Kong, Kinsey African American Art and History Collection